# Шепгердс-Буш (станція метро)
51°30′16″ пн. ш. 0°13′08″ зх. д. / 51.504444444444° пн. ш. 0.21888888888889° зх. д.
Шепгердс-Буш (англ. Shepherd's Bush) — станція Центральної лінії Лондонського метрополітену. Станція знаходиться у Шепгердс-Буш, Гаммерсміт і Фулем, Лондон, у 2-й тарифній зоні, між метростанціями — Голланд-парк та Вайт-Сіті. В 2018 році пасажирообіг станції — 20.41 млн пасажирів

## Історія
- 30. липня 1900: відкриття станції як тупикової.[3]
- 14. травня 1908: відкриття наскрізного трафіку

## Пересадки
- На автобуси London Buses маршрутів: 31, 49, 72, 94, 95, 148, 207, 220, 228, 237, 260, 272, 283, 295, 316, 607, C1 та нічний маршрут N207
- Станція Шепгердс-Буш ліній London Overground та National Rail

## Послуги
| Попередня станція | Лінія | Лінія                             | Лінія | Наступна станція |
| ----------------- | ----- | --------------------------------- | ----- | ---------------- |
| Голланд-парк      |       | Лондонське метро Центральна лінія |       | Вайт-Сіті        |